# Màu sắc quốc gia
Màu sắc quốc gia (tiếng Anh: National color) thường là một phần của tập hợp các biểu tượng quốc gia của một đất nước. Nhiều bang và đất nước công nhận tập hợp các màu sắc làm "màu sắc quốc gia" của họ trong khi số khác lại có màu sắc quốc gia trên thực tế được sử dụng trở nên nổi tiếng. Màu sắc quốc gia thường xuất hiện trên nhiều phương tiện truyền thông, từ quốc kỳ cho đến những màu sắc được dùng trong thể thao.

## Danh sách
| Quốc gia                                           | Quốc kỳ                                 | Màu loại I                                            | Màu loại II                                                                                       | Loại I | Loại II | Thủ đô                                                                                     | Thông tin                                                       |
| -------------------------------------------------- | --------------------------------------- | ----------------------------------------------------- | ------------------------------------------------------------------------------------------------- | ------ | ------- | ------------------------------------------------------------------------------------------ | --------------------------------------------------------------- |
| Ả Rập Xê Út                                        | Ả Rập Xê Út                             | Xanh lá cây và trắng                                  |                                                                                                   |        |         | Riyadh                                                                                     |                                                                 |
| Afghanistan                                        | Afghanistan                             | Xanh lá cây, đỏ, trắng và đen                         | Xanh dương (cricket)                                                                              |        |         | Kabul                                                                                      | Quốc kỳ Afghanistan từ năm 2022.                                |
| Ai Cập                                             | Ai Cập                                  | Đỏ, trắng, vàng và đen                                |                                                                                                   |        |         | Cairo                                                                                      |                                                                 |
| Albania                                            | Albania                                 | Đỏ và đen                                             |                                                                                                   |        |         | Tirana                                                                                     |                                                                 |
| Algérie                                            | Algérie                                 | Xanh lá cây, trắng và đỏ                              |                                                                                                   |        |         | Algiers                                                                                    |                                                                 |
| Andorra                                            | Andorra                                 | Xanh dương, vàng và đỏ                                |                                                                                                   |        |         | Andorra la Vella                                                                           |                                                                 |
| Angola                                             | Angola                                  | Đỏ, đen và vàng                                       |                                                                                                   |        |         | Luanda                                                                                     |                                                                 |
| Anh Quốc (Vương quốc Liên hiệp Anh và Bắc Ireland) | Vương quốc Liên hiệp Anh và Bắc Ireland | Đỏ, trắng và xanh dương                               | Xanh racing                                                                                       |        |         | London                                                                                     | Màu sắc quốc gia của Anh Quốc                                   |
| Antigua và Barbuda                                 | Antigua và Barbuda                      | Đỏ, trắng, xanh dương, đen và vàng                    |                                                                                                   |        |         | St. John's                                                                                 |                                                                 |
| Áo                                                 | Áo                                      | Đỏ và trắng                                           |                                                                                                   |        |         | Viên                                                                                       |                                                                 |
| Argentina                                          | Argentina                               | Xanh dương nhạt và trắng                              | Xanh dương và đen (thể thao)                                                                      |        |         | Buenos Aires                                                                               |                                                                 |
| Armenia                                            | Armenia                                 | Đỏ, xanh dương và cam                                 |                                                                                                   |        |         | Yerevan                                                                                    |                                                                 |
| Azerbaijan                                         | Azerbaijan                              | Xanh thiên thanh, đỏ và xanh lá cây                   |                                                                                                   |        |         | Baku                                                                                       |                                                                 |
| Ấn Độ                                              | Ấn Độ                                   | Vàng nghệ, xanh dương, trắng và xanh lá cây           | Xanh thiên thanh (thể thao)                                                                       |        |         | New Delhi                                                                                  |                                                                 |
| Bahamas                                            | Bahamas                                 | Xanh nước biển, vàng và đen                           |                                                                                                   |        |         | Nassau                                                                                     |                                                                 |
| Bahrain                                            | Bahrain                                 | Trắng và đỏ                                           |                                                                                                   |        |         | Manama                                                                                     |                                                                 |
| Ba Lan                                             | Ba Lan                                  | Trắng và đỏ                                           |                                                                                                   |        |         | Warszawa                                                                                   |                                                                 |
| Bangladesh                                         | Bangladesh                              | Đỏ và xanh lá cây                                     | Trắng (bóng đá)                                                                                   |        |         | Dhaka                                                                                      | Quốc kỳ Bangladesh năm 1971                                     |
| Barbados                                           | Barbados                                | Xanh đậm, vàng và đen                                 |                                                                                                   |        |         | Bridgetown                                                                                 |                                                                 |
| Bắc Macedonia                                      | Bắc Macedonia                           | Đỏ và vàng                                            | Trắng (sử dụng trong đội tuyển quốc gia)                                                          |        |         | Skopje                                                                                     |                                                                 |
| Belarus                                            | Belarus                                 | Đỏ, trắng và xanh lá cây                              |                                                                                                   |        |         | Minsk                                                                                      |                                                                 |
| Belize                                             | Belize                                  | Xanh dương đậm, đỏ và trắng                           |                                                                                                   |        |         | Belmopan                                                                                   |                                                                 |
| Bénin                                              | Bénin                                   | Xanh lá cây, vàng và đỏ                               |                                                                                                   |        |         | Porto Novo, Cotonou                                                                        |                                                                 |
| Bhutan                                             | Bhutan                                  | Cam, vàng kim và trắng                                | Đỏ (bóng đá)                                                                                      |        |         | Thimphu                                                                                    |                                                                 |
| Bỉ                                                 | Bỉ                                      | Đỏ                                                    | Đen và vàng, xanh dương nhạt (giải đua xe đạp)                                                    |        |         | Brussels                                                                                   |                                                                 |
| Bolivia                                            | Bolivia                                 | Đỏ, vàng và xanh lá cây                               |                                                                                                   |        |         | Sucre (lập hiến), La Paz                                                                   |                                                                 |
| Bosnia và Herzegovina                              | Bosna và Hercegovina                    | Xanh dương, vàng và trắng                             |                                                                                                   |        |         | Sarajevo                                                                                   |                                                                 |
| Botswana                                           | Botswana                                | Xanh dương nhạt, đen và trắng                         |                                                                                                   |        |         | Gaborone                                                                                   |                                                                 |
| Bồ Đào Nha                                         | Bồ Đào Nha                              | Xanh lá cây và đỏ                                     | Trắng và xanh dương (trước Cách mạng Ngày 5 tháng 10 năm 1910)                                    |        |         | Lisbon                                                                                     |                                                                 |
| Bờ Biển Ngà                                        | Bờ Biển Ngà                             | Cam, trắng và xanh lá cây                             |                                                                                                   |        |         | Yamoussoukro                                                                               |                                                                 |
| Brazil                                             | Brasil                                  | Xanh lá cây và vàng                                   | Xanh dương và trắng                                                                               |        |         | Brasília                                                                                   |                                                                 |
| Brunei                                             | Brunei                                  | Vàng, đen, trắng và đỏ                                | Xanh dương và xanh lá cây (bóng đá)                                                               |        |         | Bandar Seri Begawan                                                                        |                                                                 |
| Bulgaria                                           | Bulgaria                                | Trắng, xanh lá cây và đỏ                              |                                                                                                   |        |         | Sofia                                                                                      |                                                                 |
| Burkina Faso                                       | Burkina Faso                            | Đỏ, xanh lá cây và vàng                               |                                                                                                   |        |         | Ouagadougou                                                                                |                                                                 |
| Burundi                                            | Burundi                                 | Đỏ, trắng và xanh lá cây                              |                                                                                                   |        |         | Gitega                                                                                     |                                                                 |
| Cameroon                                           | Cameroon                                | Xanh lá cây, đỏ và vàng                               |                                                                                                   |        |         | Yaoundé                                                                                    |                                                                 |
| Campuchia                                          | Campuchia                               | Đỏ và xanh dương                                      | Đen (bóng đá)                                                                                     |        |         | Phnôm Pênh                                                                                 |                                                                 |
| Canada                                             | Canada                                  | Đỏ và trắng                                           | Đen (khúc côn cầu)                                                                                |        |         | Ottawa                                                                                     |                                                                 |
| Cabo Verde                                         | Cabo Verde                              | Xanh dương, trắng, đỏ và vàng                         |                                                                                                   |        |         | Praia                                                                                      |                                                                 |
| Các tiểu vương quốc Ả Rập thống nhất (UAE)         | Các Tiểu vương quốc Ả Rập Thống nhất    | Đỏ, xanh lá cây, trắng và đen                         | Vàng kim và xanh dương                                                                            |        |         | Abu Dhabi                                                                                  |                                                                 |
| Chile                                              | Chile                                   | Đỏ, trắng và xanh dương                               |                                                                                                   |        |         | Santiago                                                                                   |                                                                 |
| Colombia                                           | Colombia                                | Vàng, xanh dương và đỏ                                |                                                                                                   |        |         | Bogotá                                                                                     |                                                                 |
| Comoros                                            | Comoros                                 | Vàng, trắng, đỏ, xanh dương và xanh lá cây            |                                                                                                   |        |         | Moroni                                                                                     |                                                                 |
| Cộng hòa Congo                                     | Cộng hòa Congo                          | Xanh lá cây, vàng và đỏ                               |                                                                                                   |        |         | Brazzaville                                                                                |                                                                 |
| Cộng hòa Dân chủ Congo (DRC)                       | Cộng hòa Dân chủ Congo                  | Xanh dương, vàng và đỏ                                |                                                                                                   |        |         | Kinshasa                                                                                   |                                                                 |
| Costa Rica                                         | Costa Rica                              | Xanh dương, trắng và đỏ                               |                                                                                                   |        |         | San José                                                                                   |                                                                 |
| Croatia                                            | Croatia                                 | Đỏ, trắng và xanh dương                               |                                                                                                   |        |         | Zagreb                                                                                     |                                                                 |
| Cuba                                               | Cuba                                    | Đỏ, trắng và xanh dương                               |                                                                                                   |        |         | La Habana                                                                                  |                                                                 |
| Djibouti                                           | Djibouti                                | Xanh dương nhạt, xanh lá cây, trắng và đỏ             |                                                                                                   |        |         | Thành phố Djibouti                                                                         |                                                                 |
| Dominica                                           | Dominica                                | Xanh lá cây, vàng, đen, trắng và đỏ                   |                                                                                                   |        |         | Roseau                                                                                     |                                                                 |
| Cộng hòa Dominica                                  | Cộng hòa Dominica                       | Xanh dương, trắng và đỏ                               |                                                                                                   |        |         | Santo Domingo                                                                              |                                                                 |
| Đan Mạch                                           | Đan Mạch                                | Đỏ và trắng                                           |                                                                                                   |        |         | Copenhagen                                                                                 |                                                                 |
| Đông Timor                                         | Đông Timor                              | Đỏ, vàng, đen và trắng                                |                                                                                                   |        |         | Dili                                                                                       |                                                                 |
| Đức                                                | Đức                                     | Đen, đỏ và vàng kim                                   | Đen và trắng                                                                                      |        |         | Berlin                                                                                     |                                                                 |
| Ecuador                                            | Ecuador                                 | Vàng, xanh dương và đỏ                                | Xanh thiên thanh (chỉ được sử dụng trong thể thao)                                                |        |         | Quito                                                                                      |                                                                 |
| El Salvador                                        | El Salvador                             | Xanh coban và trắng                                   |                                                                                                   |        |         | San Salvador                                                                               |                                                                 |
| Eritrea                                            | Eritrea                                 | Xanh lá cây, đỏ, xanh dương và vàng                   |                                                                                                   |        |         | Asmara                                                                                     |                                                                 |
| Estonia                                            | Estonia                                 | Xanh dương, đen và trắng                              |                                                                                                   |        |         | Tallinn                                                                                    |                                                                 |
| Eswatini (Swaziland)                               | Eswatini                                | Đỏ, trắng, đen, vàng và xanh dương                    |                                                                                                   |        |         | Mbabane và Lobamba                                                                         |                                                                 |
| Ethiopia                                           | Ethiopia                                | Xanh lá cây, vàng, đỏ và xanh dương                   |                                                                                                   |        |         | Addis Ababa                                                                                |                                                                 |
| Fiji                                               | Fiji                                    | Xanh lơ                                               | Trắng và đen (bóng bầu dục và các lĩnh vực thể thao khác)                                         |        |         | Suva                                                                                       |                                                                 |
| Gabon                                              | Gabon                                   | Xanh lá cây, vàng và xanh dương                       |                                                                                                   |        |         | Libreville                                                                                 |                                                                 |
| Gambia                                             | Gambia                                  | Đỏ, xanh dương, xanh lá cây và trắng                  |                                                                                                   |        |         | Banjul                                                                                     |                                                                 |
| Ghana                                              | Ghana                                   | Đỏ, vàng, xanh lá cây và đen                          | Trắng và đen                                                                                      |        |         | Accra                                                                                      |                                                                 |
| Grenada                                            | Grenada                                 | Xanh lá cây, vàng và đỏ                               |                                                                                                   |        |         | St. George's                                                                               |                                                                 |
| Gruzia                                             | Gruzia                                  | Trắng và đỏ                                           |                                                                                                   |        |         | Tbilisi                                                                                    |                                                                 |
| Guatemala                                          | Guatemala                               | Xanh da trời Maya và trắng                            |                                                                                                   |        |         | Thành phố Guatemala                                                                        |                                                                 |
| Guinea                                             | Guinée                                  | Đỏ, vàng và xanh lá cây                               |                                                                                                   |        |         | Conakry                                                                                    |                                                                 |
| Guiné-Bissau                                       | Guiné-Bissau                            | Đỏ, vàng, xanh lá cây và đen                          |                                                                                                   |        |         | Bissau                                                                                     |                                                                 |
| Guinea Xích Đạo                                    | Guinea Xích Đạo                         | Xanh lá cây, trắng, đỏ và xanh dương                  |                                                                                                   |        |         | Malabo (luật định), Ciudad de la Paz (đang xây dựng)                                       |                                                                 |
| Guyana                                             | Guyana                                  | Vàng và xanh lá cây                                   | Đỏ và đen                                                                                         |        |         | Georgetown                                                                                 |                                                                 |
| Haiti                                              | Haiti                                   | Đỏ và xanh dương                                      |                                                                                                   |        |         | Port-au-Prince                                                                             |                                                                 |
| Hà Lan                                             | Hà Lan                                  | Đỏ, trắng và xanh dương (quốc kỳ)                     | Cam (màu sắc quốc gia)                                                                            |        |         | Amsterdam                                                                                  | Màu cam ám chỉ đến Hoàng gia Hà Lan và Vương tộc Oranje-Nassau. |
| Hàn Quốc                                           | Hàn Quốc                                | Trắng, đỏ, xanh dương và đen                          |                                                                                                   |        |         | Seoul                                                                                      |                                                                 |
| Hoa Kỳ                                             | Hoa Kỳ                                  | Đỏ, trắng và xanh dương                               |                                                                                                   |        |         | Washington, D.C.                                                                           | Danh sách màu sắc của các tiểu bang của Hoa Kỳ                  |
| Honduras                                           | Honduras                                | Xanh ngọc và trắng                                    | Xanh biển và xanh bóng đêm                                                                        |        |         | Tegucigalpa                                                                                |                                                                 |
| Hungary                                            | Hungary                                 | Đỏ, trắng và xanh lá cây                              |                                                                                                   |        |         | Budapest                                                                                   |                                                                 |
| Hy Lạp                                             | Hy Lạp                                  | Xanh dương và trắng                                   |                                                                                                   |        |         | Athens                                                                                     |                                                                 |
| Iceland                                            | Iceland                                 | Xanh dương, trắng và đỏ                               |                                                                                                   |        |         | Reykjavík                                                                                  |                                                                 |
| Indonesia                                          | Indonesia                               | Đỏ và trắng                                           | Xanh lá cây (thể thao)                                                                            |        |         | Jakarta (hiện tại), Nusantara (dự kiến)                                                    |                                                                 |
| Iran                                               | Iran                                    | Xanh lá cây, trắng và đỏ                              | Đen                                                                                               |        |         | Tehran                                                                                     |                                                                 |
| Iraq                                               | Iraq                                    | Đỏ, trắng, đen và xanh lá cây                         |                                                                                                   |        |         | Baghdad                                                                                    |                                                                 |
| Ireland                                            | Cộng hòa Ireland                        | Xanh lá cây                                           | Xanh dương, trắng và cam                                                                          |        |         | Dublin                                                                                     |                                                                 |
| Israel                                             | Israel                                  | Xanh dương và trắng                                   |                                                                                                   |        |         | Jerusalem                                                                                  |                                                                 |
| Jamaica                                            | Jamaica                                 | Xanh lá cây, vàng kim và đen                          |                                                                                                   |        |         | Kingston                                                                                   |                                                                 |
| Jordan                                             | Jordan                                  | Đen, trắng, xanh lá cây và đỏ                         |                                                                                                   |        |         | Amman                                                                                      |                                                                 |
| Kazakhstan                                         | Kazakhstan                              | Xanh ngọc và vàng kim                                 | Đen và trắng (thể thao)                                                                           |        |         | Astana, Almaty (thương mại)                                                                |                                                                 |
| Kenya                                              | Kenya                                   | Đen, đỏ, xanh lá cây và trắng                         |                                                                                                   |        |         | Nairobi                                                                                    |                                                                 |
| Kiribati                                           | Kiribati                                | Đỏ, vàng kim, xanh dương và trắng                     |                                                                                                   |        |         | Tarawa                                                                                     |                                                                 |
| Kuwait                                             | Kuwait                                  | Xanh lá cây, trắng, đỏ và đen                         | Xanh dương và đỏ                                                                                  |        |         | Thành phố Kuwait                                                                           |                                                                 |
| Kyrgyzstan                                         | Kyrgyzstan                              | Đỏ và vàng                                            |                                                                                                   |        |         | Bishkek                                                                                    |                                                                 |
| Latvia                                             | Latvia                                  | Đỏ carmine và trắng                                   |                                                                                                   |        |         | Riga                                                                                       |                                                                 |
| Lào                                                | Lào                                     | Đỏ, xanh dương và trắng                               | Đen, vàng kim và xanh thiên thanh (thể thao)                                                      |        |         | Vientiane                                                                                  |                                                                 |
| Liban                                              | Liban                                   | Đỏ, trắng và xanh lá cây                              |                                                                                                   |        |         | Beirut                                                                                     |                                                                 |
| Lesotho                                            | Lesotho                                 | Xanh dương, trắng, xanh lá cây và đen                 |                                                                                                   |        |         | Maseru                                                                                     |                                                                 |
| Liberia                                            | Liberia                                 | Đỏ, trắng và xanh dương                               |                                                                                                   |        |         | Monrovia                                                                                   |                                                                 |
| Libya                                              | Libya                                   | Đỏ, đen, xanh lá cây và trắng                         |                                                                                                   |        |         | Tripoli                                                                                    |                                                                 |
| Liechtenstein                                      | Liechtenstein                           | Xanh dương và đỏ                                      |                                                                                                   |        |         | Vaduz                                                                                      |                                                                 |
| Litva                                              | Litva                                   | Vàng, xanh lá cây và đỏ                               |                                                                                                   |        |         | Vilnius                                                                                    |                                                                 |
| Luxembourg                                         | Luxembourg                              | Đỏ, trắng và xanh thiên thanh                         |                                                                                                   |        |         | Luxembourg                                                                                 |                                                                 |
| Madagascar                                         | Madagascar                              | Đỏ nóng, xanh lá cây và trắng                         |                                                                                                   |        |         | Antananarivo                                                                               |                                                                 |
| Malawi                                             | Malawi                                  | Đen, đỏ và xanh lá cây                                |                                                                                                   |        |         | Lilongwe                                                                                   |                                                                 |
| Malaysia                                           | Malaysia                                | Vàng kim và đen                                       | Đỏ, trắng, xanh dương đậm và vàng kim                                                             |        |         | Kuala Lumpur, Putrajaya (hành chính)                                                       |                                                                 |
| Maldives                                           | Maldives                                | Đỏ và trắng                                           | Xanh lá cây và xanh dương (bóng đá)                                                               |        |         | Malé                                                                                       |                                                                 |
| Mali                                               | Mali                                    | Xanh lá cây, vàng và đỏ                               |                                                                                                   |        |         | Bamako                                                                                     |                                                                 |
| Malta                                              | Malta                                   | Đỏ và trắng                                           |                                                                                                   |        |         | Birkirkara                                                                                 |                                                                 |
| Maroc                                              | Maroc                                   | Đỏ tươi và xanh lá cọ                                 |                                                                                                   |        |         | Rabat                                                                                      |                                                                 |
| Quần đảo Marshall                                  | Quần đảo Marshall                       | Xanh dương, trắng và vàng kim                         |                                                                                                   |        |         | Majuro                                                                                     |                                                                 |
| Mauritanie                                         | Mauritanie                              | Xanh lá cây, vàng và đỏ                               |                                                                                                   |        |         | Nouakchott                                                                                 |                                                                 |
| Mauritius                                          | Mauritius                               | Đỏ, xanh dương, vàng và xanh lá cây                   |                                                                                                   |        |         | Port Louis                                                                                 |                                                                 |
| México                                             | México                                  | Xanh lá cây, trắng và đỏ                              | Đen, đỏ Ấn Độ, hồng cánh sen và xanh vôi (chỉ được sử dụng trong thể thao)                        |        |         | Thành phố México                                                                           |                                                                 |
| Micronesia                                         | Liên bang Micronesia                    | Xanh dương nhạt và trắng                              |                                                                                                   |        |         | Palikir                                                                                    |                                                                 |
| Moldova                                            | Moldova                                 | Xanh dương, vàng và đỏ                                |                                                                                                   |        |         | Chişinău                                                                                   |                                                                 |
| Monaco                                             | Monaco                                  | Đỏ và trắng                                           |                                                                                                   |        |         | Thành phố Monaco                                                                           |                                                                 |
| Montenegro                                         | Montenegro                              | Đỏ và vàng kim                                        |                                                                                                   |        |         | Podgorica                                                                                  |                                                                 |
| Mozambique                                         | Mozambique                              | Xanh lá cây, đỏ, đen, trắng và vàng                   |                                                                                                   |        |         | Maputo                                                                                     |                                                                 |
| Mông Cổ                                            | Mông Cổ                                 | Xanh dương, đỏ và vàng                                | Trắng (thể thao)                                                                                  |        |         | Ulaanbaatar                                                                                |                                                                 |
| Myanmar                                            | Myanmar                                 | Vàng, xanh lá cây, đỏ và trắng                        |                                                                                                   |        |         | Naypyidaw                                                                                  |                                                                 |
| Namibia                                            | Namibia                                 | Xanh dương, đỏ, xanh lá cây, trắng và vàng            |                                                                                                   |        |         | Windhoek                                                                                   |                                                                 |
| Nam Phi                                            | Cộng hòa Nam Phi                        | Đỏ, xanh lá cây, xanh dương, vàng kim, đen và trắng   | Xanh lá cây và vàng kim (sử dụng trong thể thao)                                                  |        |         | Cape Town (thủ đô lập pháp), Pretoria (thủ đô hành chính) và Bloemfontein (thủ đô tư pháp) |                                                                 |
| Nam Sudan                                          | Nam Sudan                               | Đen, đỏ, xanh lá cây, xanh thiên thanh, vàng và trắng |                                                                                                   |        |         | Juba                                                                                       |                                                                 |
| Nauru                                              | Nauru                                   | Xanh biển, vàng và trắng                              |                                                                                                   |        |         | Yaren                                                                                      |                                                                 |
| Na Uy                                              | Na Uy                                   | Đỏ, xanh dương và trắng                               |                                                                                                   |        |         | Oslo                                                                                       |                                                                 |
| Nepal                                              | Nepal                                   | Đỏ sẫm, xanh dương và trắng                           |                                                                                                   |        |         | Kathmandu                                                                                  |                                                                 |
| New Zealand                                        | New Zealand                             | Đen                                                   | Trắng, bạc, đỏ son, xanh mòng két và be (được sử dụng bởi đội tuyển cricket trong thập niên 1980) |        |         | Wellington                                                                                 |                                                                 |
| Nga                                                | Nga                                     | Trắng, xanh dương và đỏ                               | Xanh lá cây                                                                                       |        |         | Moskva                                                                                     |                                                                 |
| Nhật Bản                                           | Nhật Bản                                | Đỏ và trắng                                           | Đen (thể thao), xanh dương, trắng và xanh nụ tầm xuân (bóng đá)                                   |        |         | Tokyo (trên thực tế)                                                                       |                                                                 |
| Nicaragua                                          | Nicaragua                               | Xanh dương và trắng                                   | Vàng kim và xanh denim (chỉ được sử dụng trong thể thao)                                          |        |         | Managua                                                                                    |                                                                 |
| Niger                                              | Niger                                   | Cam, trắng và xanh lá cây                             |                                                                                                   |        |         | Niamey                                                                                     |                                                                 |
| Nigeria                                            | Nigeria                                 | Xanh lá cây và trắng                                  |                                                                                                   |        |         | Abuja                                                                                      |                                                                 |
| Oman                                               | Oman                                    | Đỏ, trắng và xanh lá cây                              | Vàng kim                                                                                          |        |         | Muscat                                                                                     |                                                                 |
| Pakistan                                           | Pakistan                                | Xanh lá cây và trắng                                  | Xanh vôi và vàng kim (thể thao)                                                                   |        |         | Islamabad                                                                                  |                                                                 |
| Palau                                              | Palau                                   | Xanh dương nhạt và vàng                               |                                                                                                   |        |         | Ngerulmud                                                                                  |                                                                 |
| Palestine                                          | Nhà nước Palestine                      | Trắng, đen, xanh lá cây và đỏ                         |                                                                                                   |        |         | Đông Jerusalem (chỉ theo danh nghĩa), Ramallah (thực tế)                                   |                                                                 |
| Panama                                             | Panama                                  | Xanh dương, trắng và đỏ                               | Xanh bóng đêm và xanh cadet (chỉ sử dụng trong thể thao)                                          |        |         | Thành phố Panama                                                                           |                                                                 |
| Papua New Guinea                                   | Papua New Guinea                        | Đỏ, đen, vàng và trắng                                |                                                                                                   |        |         | Port Moresby                                                                               |                                                                 |
| Paraguay                                           | Paraguay                                | Đỏ, trắng và xanh dương                               | Xanh xám                                                                                          |        |         | Asunción                                                                                   |                                                                 |
| Peru                                               | Perú                                    | Đỏ và trắng                                           |                                                                                                   |        |         | Lima                                                                                       |                                                                 |
| Pháp                                               | Pháp                                    | Xanh dương, trắng và đỏ                               |                                                                                                   |        |         | Paris                                                                                      |                                                                 |
| Phần Lan                                           | Phần Lan                                | Trắng và xanh dương                                   | Đỏ và vàng kim                                                                                    |        |         | Helsinki                                                                                   |                                                                 |
| Philippines                                        | Philippines                             | Xanh dương, đỏ, trắng và vàng                         |                                                                                                   |        |         | Manila                                                                                     |                                                                 |
| Qatar                                              | Qatar                                   | Hạt dẻ và trắng                                       |                                                                                                   |        |         | Doha                                                                                       |                                                                 |
| România                                            | România                                 | Xanh dương, vàng và đỏ                                |                                                                                                   |        |         | Bucharest                                                                                  |                                                                 |
| Rwanda                                             | Rwanda                                  | Xanh thiên thanh, vàng và xanh lá cây                 |                                                                                                   |        |         | Kigali                                                                                     |                                                                 |
| Saint Kitts và Nevis                               | Saint Kitts và Nevis                    | Xanh lá cây, đỏ và trắng                              | Vàng kim và đen                                                                                   |        |         | Basseterre                                                                                 |                                                                 |
| Saint Lucia                                        | Saint Lucia                             | Xanh dương nhạt, vàng, đen và trắng                   | Xanh dương (chỉ có trong thể thao)                                                                |        |         | Castries                                                                                   |                                                                 |
| Saint Vincent và Grenadines                        | Saint Vincent và Grenadines             | Xanh dương, vàng và xanh lá cây                       |                                                                                                   |        |         | Kingstown                                                                                  |                                                                 |
| Samoa                                              | Samoa                                   | Đỏ, trắng và xanh dương                               |                                                                                                   |        |         | Apia                                                                                       |                                                                 |
| San Marino                                         | San Marino                              | Trắng và xanh dương nhạt                              |                                                                                                   |        |         | Thành phố San Marino                                                                       |                                                                 |
| São Tomé và Príncipe                               | São Tomé và Príncipe                    | Xanh lá cây, vàng, đỏ và đen                          |                                                                                                   |        |         | São Tomé                                                                                   |                                                                 |
| Sénégal                                            | Sénégal                                 | Xanh lá cây, vàng và đỏ                               |                                                                                                   |        |         | Dakar                                                                                      |                                                                 |
| Serbia                                             | Serbia                                  | Đỏ, xanh dương và trắng                               |                                                                                                   |        |         | Beograd                                                                                    |                                                                 |
| Seychelles                                         | Seychelles                              | Xanh dương, vàng, đỏ, trắng và xanh lá cây            |                                                                                                   |        |         | Victoria                                                                                   |                                                                 |
| Séc                                                | Cộng hòa Séc                            | Trắng, đỏ và xanh hoàng gia                           |                                                                                                   |        |         | Praha                                                                                      |                                                                 |
| Sierra Leone                                       | Sierra Leone                            | Xanh lá cây, trắng và xanh dương                      |                                                                                                   |        |         | Freetown                                                                                   |                                                                 |
| Singapore                                          | Singapore                               | Đỏ và trắng                                           | Xanh dương (trong thể thao)                                                                       |        |         | Singapore (thành bang)                                                                     |                                                                 |
| Cộng hòa Síp                                       | Cộng hòa Síp                            | Xanh dương và trắng                                   | Cam                                                                                               |        |         | Nicosia                                                                                    |                                                                 |
| Slovakia                                           | Slovakia                                | Trắng, xanh dương và đỏ                               |                                                                                                   |        |         | Bratislava                                                                                 |                                                                 |
| Slovenia                                           | Slovenia                                | Trắng, xanh dương và đỏ                               | Xanh lá cây, xanh dương và trắng (thể thao)                                                       |        |         | Ljubljana                                                                                  |                                                                 |
| Quần đảo Solomon                                   | Quần đảo Solomon                        | Xanh ô liu, vàng và xanh dương                        | Xanh lá cây và trắng                                                                              |        |         | Honiara                                                                                    |                                                                 |
| Somalia                                            | Somalia                                 | Xanh dương và trắng                                   |                                                                                                   |        |         | Mogadishu                                                                                  |                                                                 |
| Sri Lanka                                          | Sri Lanka                               | Xanh dương và vàng                                    | Hạt dẻ, vàng, cam, xanh lá cây (quốc kỳ) và trắng                                                 |        |         | Colombo                                                                                    |                                                                 |
| Sudan                                              | Sudan                                   | Đỏ, trắng, đen và xanh lá cây                         |                                                                                                   |        |         | Khartoum                                                                                   |                                                                 |
| Suriname                                           | Suriname                                | Trắng và xanh lá cây                                  | Đỏ và vàng kim                                                                                    |        |         | Paramaribo                                                                                 |                                                                 |
| Syria                                              | Syria                                   | Đỏ, trắng, đen và xanh lá cây                         | Xám và vàng kim                                                                                   |        |         | Damascus                                                                                   |                                                                 |
| Tajikistan                                         | Tajikistan                              | Đỏ, trắng và xanh lá cây                              |                                                                                                   |        |         | Dushanbe                                                                                   |                                                                 |
| Tanzania                                           | Tanzania                                | Xanh lá cây, vàng, xanh dương và đen                  |                                                                                                   |        |         | Dodoma                                                                                     |                                                                 |
| Tây Ban Nha                                        | Tây Ban Nha                             | Đỏ và vàng kim                                        | Đỏ, vàng kim và tía (Đệ nhị Cộng hòa Tây Ban Nha)                                                 |        |         | Madrid                                                                                     |                                                                 |
| Tchad                                              | Tchad                                   | Xanh dương, vàng và đỏ                                |                                                                                                   |        |         | N'Djamena                                                                                  |                                                                 |
| Thái Lan                                           | Thái Lan                                | Đỏ, trắng và xanh dương                               | Vàng hoàng gia, tía hoàng gia và xanh sapphire                                                    |        |         | Krung Thep Maha Nakhon (Bangkok)                                                           | Cờ hiệu hoàng gia Thái Lan                                      |
| Thổ Nhĩ Kỳ                                         | Thổ Nhĩ Kỳ                              | Đỏ và trắng                                           | Xanh ngọc                                                                                         |        |         | Ankara                                                                                     |                                                                 |
| Thụy Điển                                          | Thụy Điển                               | Xanh dương và vàng                                    |                                                                                                   |        |         | Stockholm                                                                                  | Màu sắc quốc gia của Thụy Điển                                  |
| Thụy Sĩ                                            | Thụy Sĩ                                 | Đỏ và trắng                                           |                                                                                                   |        |         | Bern (trên thực tế)                                                                        |                                                                 |
| Togo                                               | Togo                                    | Xanh lá cây, vàng, đỏ và trắng                        |                                                                                                   |        |         | Lomé                                                                                       |                                                                 |
| Tonga                                              | Tonga                                   | Đỏ và trắng                                           |                                                                                                   |        |         | Nuku'alofa                                                                                 |                                                                 |
| Triều Tiên                                         | Cộng hòa Dân chủ Nhân dân Triều Tiên    | Xanh dương, trắng và đỏ                               |                                                                                                   |        |         | Bình Nhưỡng                                                                                |                                                                 |
| Trinidad và Tobago                                 | Trinidad và Tobago                      | Đỏ, trắng và đen                                      | Hạt dẻ (chỉ sử dụng trong thể thao)                                                               |        |         | Port of Spain                                                                              |                                                                 |
| Cộng hòa Trung Phi                                 | Cộng hòa Trung Phi                      | Xanh dương, trắng, xanh lá cây, vàng và đỏ            |                                                                                                   |        |         | Bangui                                                                                     |                                                                 |
| Trung Quốc                                         | Trung Quốc                              | Đỏ và vàng                                            | Xanh đậm, đen và trắng (thể thao)                                                                 |        |         | Bắc Kinh                                                                                   |                                                                 |
| Tunisia                                            | Tunisia                                 | Đỏ và trắng                                           |                                                                                                   |        |         | Tunis                                                                                      |                                                                 |
| Turkmenistan                                       | Turkmenistan                            | Xanh lá cây và trắng                                  | Vàng cát                                                                                          |        |         | Ashgabat                                                                                   |                                                                 |
| Tuvalu                                             | Tuvalu                                  | Xanh thiên thanh, vàng và trắng                       | Xanh dương                                                                                        |        |         | Funafuti                                                                                   |                                                                 |
| Úc                                                 | Úc                                      | Xanh lá cây và vàng kim                               | Xanh dương và trắng                                                                               |        |         | Canberra                                                                                   | Màu sắc quốc gia của Úc                                         |
| Uganda                                             | Uganda                                  | Đen, vàng và đỏ                                       |                                                                                                   |        |         | Kampala                                                                                    |                                                                 |
| Ukraina                                            | Ukraina                                 | Xanh dương và vàng kim                                |                                                                                                   |        |         | Kyiv                                                                                       |                                                                 |
| Uruguay                                            | Uruguay                                 | Xanh dương và trắng                                   | Xanh thiên thanh                                                                                  |        |         | Montevideo                                                                                 | Cờ hiệu Artigas, Cờ hiệu Treinta y Tres                         |
| Uzbekistan                                         | Uzbekistan                              | Xanh dương, trắng, xanh lá cây và đỏ                  | Đen                                                                                               |        |         | Tashkent                                                                                   |                                                                 |
| Vanuatu                                            | Vanuatu                                 | Đỏ, xanh lá cây, đen và vàng                          |                                                                                                   |        |         | Port Vila                                                                                  |                                                                 |
| Thành Vatican                                      | Thành Vatican                           | Vàng và trắng                                         |                                                                                                   |        |         | Thành Vatican (thành bang)                                                                 |                                                                 |
| Venezuela                                          | Venezuela                               | Vàng, xanh dương và đỏ                                | Đỏ rượu, kaki, trắng và vàng neon (thể thao)                                                      |        |         | Caracas                                                                                    |                                                                 |
| Việt Nam                                           | Việt Nam                                | Vàng và đỏ                                            | Trắng (thể thao)                                                                                  |        |         | Hà Nội                                                                                     |                                                                 |
| Yemen                                              | Yemen                                   | Đỏ, trắng và đen                                      |                                                                                                   |        |         | Sana'a (chính thức), Aden (tạm thời)                                                       |                                                                 |
| Ý                                                  | Ý                                       | Xanh lá cây, trắng và đỏ                              | Xanh da trời                                                                                      |        |         | Rome                                                                                       | Màu sắc quốc gia của Ý                                          |
| Zambia                                             | Zambia                                  | Xanh lá cây, đỏ, đen và cam                           |                                                                                                   |        |         | Lusaka                                                                                     |                                                                 |
| Zimbabwe                                           | Zimbabwe                                | Xanh lá cây, vàng, đỏ, trắng và đen                   |                                                                                                   |        |         | Harare                                                                                     |                                                                 |

## Khác
| Quốc gia, đặc khu và lãnh thổ hải ngoại     | Quốc kỳ                   | Màu loại I                                    | Màu loại II                                  | Loại I | Loại II | Thủ đô                                                                   | Thông tin                                                                     |
| ------------------------------------------- | ------------------------- | --------------------------------------------- | -------------------------------------------- | ------ | ------- | ------------------------------------------------------------------------ | ----------------------------------------------------------------------------- |
| Abkhazia                                    | Abkhazia                  | Xanh lá cây, trắng và đỏ                      |                                              |        |         | Sukhumi                                                                  |                                                                               |
| Anguilla                                    | Anguilla                  | Cam, xanh dương và trắng                      |                                              |        |         | The Valley                                                               |                                                                               |
| Anh                                         | Anh                       | Đỏ và trắng                                   | Xanh dương và đỏ cá hồi                      |        |         | London                                                                   |                                                                               |
| Cộng hòa Artsakh (Nagorno-Karabakh)         | Cộng hòa Artsakh          | Đỏ, xanh dương và cam                         | Trắng                                        |        |         | Stepanakert                                                              |                                                                               |
| Aruba                                       | Aruba                     | Vàng, xanh hoàng hôn, trắng và đỏ             |                                              |        |         | Oranjestad                                                               |                                                                               |
| Bắc Ireland                                 | Bắc Ireland               | Đỏ và trắng                                   | Xanh lá cây và trắng                         |        |         | Belfast                                                                  | Xanh lá cây và trắng có liên quan đến Đội tuyển bóng đá quốc gia Bắc Ireland. |
| Bắc Síp                                     | Bắc Síp                   | Trắng và đỏ                                   |                                              |        |         | Bắc Nicosia (trên thực tế), Nicosia (chính thức)                         |                                                                               |
| Bermuda                                     | Bermuda                   | Đỏ, xanh dương và trắng                       | Xanh Phổ (sử dụng trong thể thao)            |        |         | Hamilton                                                                 |                                                                               |
| Bonaire                                     | Bonaire                   | Vàng, xanh dương và trắng                     |                                              |        |         | Kralendijk                                                               |                                                                               |
| Quần đảo Virgin thuộc Anh                   | Quần đảo Virgin thuộc Anh | Xanh lá cây, vàng và trắng                    |                                              |        |         | Road Town                                                                |                                                                               |
| Quần đảo Canaria                            | Quần đảo Canaria          | Vàng, xanh dương và trắng                     |                                              |        |         | Santa Cruz de Tenerife và Las Palmas                                     |                                                                               |
| Quần đảo Cayman                             | Quần đảo Cayman           | Xanh dương, đỏ và trắng                       |                                              |        |         | George Town                                                              |                                                                               |
| Quần đảo Cook                               | Quần đảo Cook             | Xanh lá cây và trắng                          |                                              |        |         | Avarua                                                                   |                                                                               |
| Tây Sahara (Cộng hòa Ả Rập Sahrawi Dân chủ) | Tây Sahara                | Đen, trắng, xanh lá cây và đỏ                 |                                              |        |         | Laayoune (pháp lý), Tifariti (thực tế)                                   |                                                                               |
| Curaçao                                     | Curaçao                   | Xanh dương, vàng và trắng                     |                                              |        |         | Willemstad                                                               |                                                                               |
| Đài Loan (Trung Hoa Dân Quốc)               | Đài Loan                  | Xanh dương, trắng và đỏ                       | Xanh đồng (Thể thao trường đại học)          |        |         | Đài Bắc                                                                  |                                                                               |
| Đảo Man                                     | Đảo Man                   | Đỏ và xám                                     | Vàng                                         |        |         | Douglas                                                                  | Màu vàng là màu sắc của Đội tuyển bóng đá quốc gia không chính thức.          |
| Quần đảo Faroe                              | Quần đảo Faroe            | Trắng, xanh dương và đỏ                       |                                              |        |         | Tórshavn                                                                 |                                                                               |
| Gibraltar                                   | Gibraltar                 | Đỏ, trắng và vàng kim                         |                                              |        |         | Gibraltar (thành bang)                                                   |                                                                               |
| Greenland                                   | Greenland                 | Đỏ                                            |                                              |        |         | Nuuk                                                                     |                                                                               |
| Guam                                        | Guam                      | Chàm và đỏ                                    | Xanh dương và trắng                          |        |         | Hagåtña                                                                  |                                                                               |
| Kosovo                                      | Kosovo                    | Xanh dương, vàng kim và trắng                 | Đen                                          |        |         | Pristina                                                                 |                                                                               |
| Montserrat                                  | Montserrat                | Đen, xanh lá cây, xanh dương đậm, đỏ và trắng |                                              |        |         | Plymouth (chính thức), Brades (trên thực tế), Little Bay (đang xây dựng) |                                                                               |
| Nam Ossetia                                 | Nam Ossetia               | Trắng, đỏ và vàng                             |                                              |        |         | Tskhinvali                                                               |                                                                               |
| New Brunswick                               | New Brunswick             | Xanh lá thông, xanh biển và trắng             |                                              |        |         | Fredericton                                                              | Xem Quốc kỳ của New Brunswick                                                 |
| Polynesia thuộc Pháp                        | Polynésie thuộc Pháp      | Đỏ và trắng                                   |                                              |        |         | Papeete                                                                  |                                                                               |
| Puerto Rico                                 | Puerto Rico               | Đỏ, trắng và xanh dương                       |                                              |        |         | San Juan                                                                 |                                                                               |
| Saint Martin                                | Saint-Martin              | Vàng và xanh dương                            | Xanh dương đậm, đỏ và trắng                  |        |         | Marigot                                                                  |                                                                               |
| Saint-Pierre và Miquelon                    | Saint-Pierre và Miquelon  | Xanh dương, trắng và đỏ                       |                                              |        |         | Saint-Pierre                                                             |                                                                               |
| Samoa thuộc Mỹ                              | Samoa thuộc Mỹ            | Xanh dương, đỏ và trắng                       |                                              |        |         | Pago Pago                                                                |                                                                               |
| Scotland                                    | Scotland                  | Xanh dương và trắng                           |                                              |        |         | Edinburgh                                                                |                                                                               |
| Sint Maarten                                | Sint Maarten              | Đỏ, xanh dương và trắng                       |                                              |        |         | Philipsburg                                                              |                                                                               |
| Somaliland                                  | Somaliland                | Xanh lá cây, trắng và đỏ                      |                                              |        |         | Hargeisa                                                                 |                                                                               |
| Transnistria                                | Transnistria              | Đỏ và xanh lá cây                             |                                              |        |         | Tiraspol                                                                 |                                                                               |
| Tokelau                                     | Tokelau                   | Xanh dương                                    |                                              |        |         | Không có                                                                 |                                                                               |
| Quần đảo Turks và Caicos                    | Quần đảo Turks và Caicos  | Xanh dương, xanh dương nhạt, đỏ và trắng      | Green sheen (chỉ sử dụng trong thể thao)     |        |         | Cockburn Town                                                            |                                                                               |
| Quần đảo Virgin thuộc Mỹ                    | Quần đảo Virgin thuộc Mỹ  | Trắng, vàng và xanh dương                     | Xanh dương nhạt (chỉ sử dụng trong thể thao) |        |         | Charlotte Amalie                                                         |                                                                               |
| Wales                                       | Wales                     | Đỏ, xanh lá cây và trắng                      | Vàng                                         |        |         | Cardiff                                                                  | Màu vàng có liên quan đến màu của quốc hoa ở Wales, hoa thủy tiên.            |